# 烏克蘭市鎮

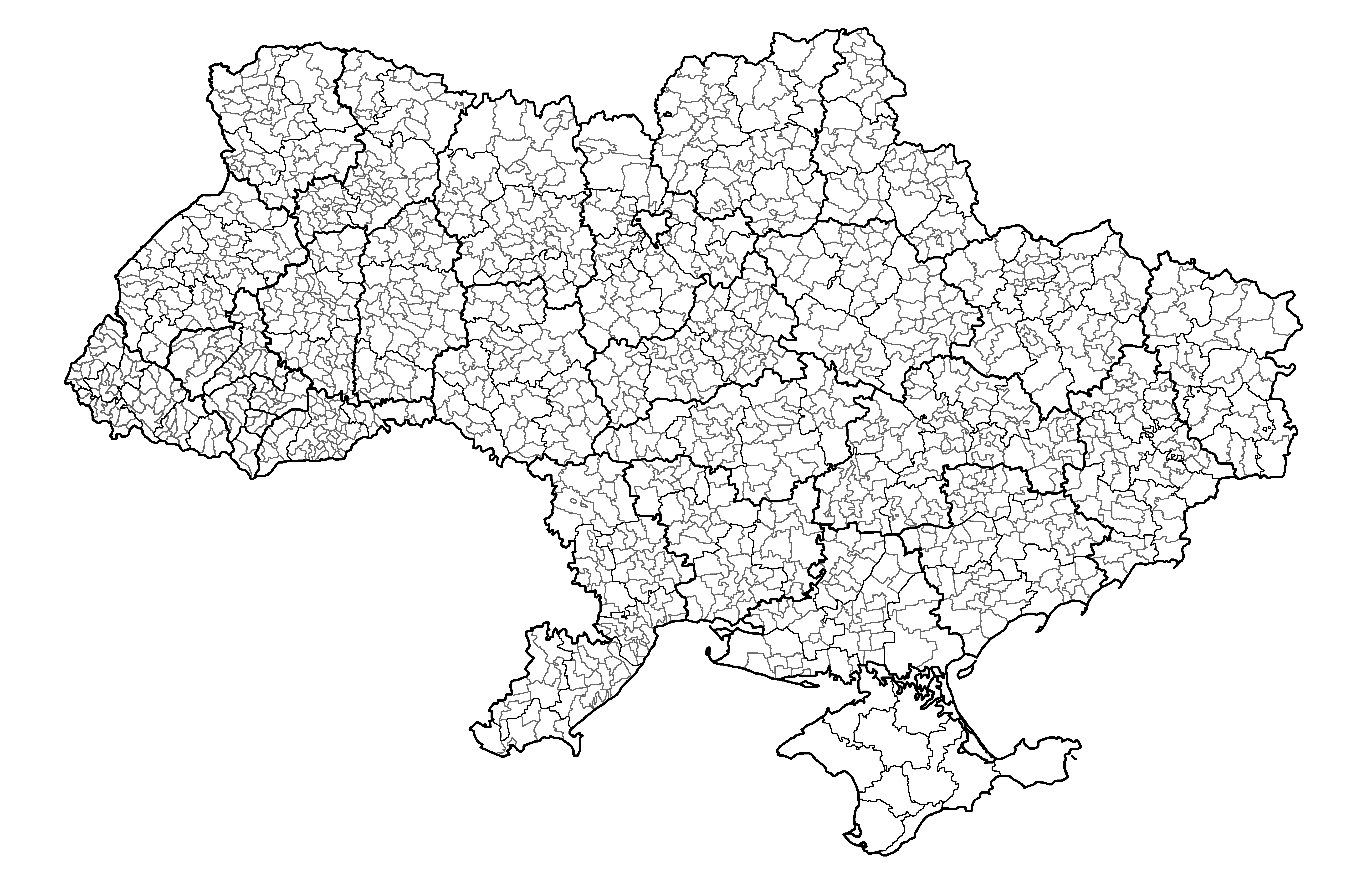
乌克兰三級行政区划（圖中克里米亚自治共和国顯示的為二級行政区）

市鎮（烏克蘭語：територіальна громада，羅馬化：terytorialna hromada，字面意思為“领土社區”），為烏克蘭的基層行政區劃單位，是烏克蘭政府於2020年6月12日設立的，设于區之下。截至2021年，烏克蘭共有1,469個市鎮。

## 歷史
在2020年之前，乌克兰的基层政权为村拉达、鎮拉达和市拉达，这些政权经常由一个通用的名称（社区）来指代。
烏克蘭憲法及包括《基层自治法》等法律赋予了基层政权（社区）一些特定的权力和义务。基层政权（社区）的辖区有不同的类型：市、市級鎮、村庄和乡村居民点。2014年6月乌克兰总统提议修改宪法，将乌克兰的的行政区划分为州、区、社区三个层次。
2015年2月5日，烏克蘭國會通過领土社區自主整併法案（закріплення в правовому полі територіальної основи），允許包括镇议会、村议会和区辖市等各種基層政权（社区）組成聯合社区（羅馬化：obyednana teritorial'na hromada）。自此在这些联合社区开始举行新的地方选举。
2020年6月12日，乌克兰政府在除克里米亚之外的乌克兰全境成立基层行政区划单位。聯合社区與之前存在而未合并的基層政权（社区），均統一稱為市鎮（领土社区）。

## 类型
市镇还可以下分居民点。乌克兰的居民点系统地划分为两种类型：城市型和乡村型。城市型居民点可以是城市或市级镇，乡村型的居民点可以是村庄或乡村居民点。
而市镇可以按照其行政中心居民点的类型分为三种。如果市镇的行政中心为城市，则该市镇为市级市镇。如果市镇的行政中心为市级镇，则该市镇为镇级市镇。如果市镇的行政中心为村庄，则该市镇为乡级市镇。

## 市镇的责任
每个市镇执行两类任务：本身的任务和委托的任务。
本身的任务是本地自治政府执行的公共任务，用以满足社区的需求。本身的任务又分两种：
- 强制性的任务：市镇必须执行的任务，且必须为这些任务制定预算来确保为本地居民提供基本公共福利，
- 可选性的任务：如有足够预算的话市镇可以执行的任务，用来保障某些特定的本地需求（市镇自己的责任及预算）。

委托的任务是其它源自中央政府合法需求的公共任务，由中央政府委托地方政府来具体实施。这些任务是基于法令、章程及法规而来的，或者通过地方政府和中央政府之间的协议而来。